# Iwan Szkadow
Iwan Nikołajewicz Szkadow (ros. Ива́н Никола́евич Шка́дов, ur. 19 kwietnia?/2 maja 1913 we wsi Naumowo w obwodzie smoleńskim, zm. 15 lutego 1991 w Moskwie) – radziecki generał armii, Bohater Związku Radzieckiego (1978).

## Życiorys
W 1931 skończył szkołę średnią, pracował w rejonowym komitecie Komsomołu, 1933 został sekretarzem komuny wiejskiej i następnie starszym instruktorem rejonowego komitetu wykonawczego Komsomołu. W październiku 1935 został powołany do Armii Czerwonej, ukończył oficerską szkołę piechoty w Charkowie i został dowódcą plutonu czołgów w 136 Samodzielnym Batalionie Pancernym 2 Brygady Zmechanizowanej Samodzielnej Dalekowschodniej Armii Czerwonego Sztandaru. Uczestnik walk nad jeziorem Chasan w 1938 jako dowódca plutonu. 
W 1938 został przyjęty do WKP(b), od grudnia 1938 był zastępcą dowódcy kompanii czołgów w 42 Brygadzie Pancernej Samodzielnej Dalekowschodniej Armii Czerwonego Sztandaru, później został pomocnikiem szefa sztabu i szefem sztabu samodzielnego batalionu czołgów. Od sierpnia 1941 brał udział w wojnie z Niemcami, od 1941 do listopada 1942 dowodził batalionem czołgów 58 Dywizji Pancernej, od listopada 1942 do listopada 1944 58 Samodzielnym Pułkiem Pancernym, a od listopada 1944 do 1945 96 Samodzielną Brygadą Pancerną w stopniu podpułkownika. Walczył na Froncie Briańskim, Zachodnim, Południowym, Południowo-Zachodnim, Stalingradzkim, Dońskim, 2 i 3 Ukraińskim, uczestniczył w bitwie pod Moskwą i Stalingradem, operacji jassko-kiszyniowskiej i zajmowaniu Rumunii, Bułgarii i Jugosławii. W walkach był dwukrotnie ranny.
W latach 1945–1950 dowodził ciężkim pułkiem czołgowo-samochodowym, 1950-1952 był zastępcą dowódcy dywizji zmechanizowanej, a 1953-1957 dowódcą dywizji pancernej, 1959 skończył studia w Akademii Sztabu Generalnego Sił Zbrojnych ZSRR im. K. Woroszyłowa w Moskwie. W latach 1959–1961 ponownie był dowódcą dywizji pancernej, 1961-1964 zastępcą dowódcy Karpackiego Okręgu Wojskowego, a 1964-1967 starszym grupy radzieckich specjalistów wojskowych i głównym konsultantem Ministerstwa Sił Zbrojnych Kuby. Od kwietnia 1967 do grudnia 1968 był dowódcą Północnej Grupy Wojsk stacjonującej w Polsce, a od grudnia 1968 do lipca 1969 I zastępcą komendanta Akademii Sztabu Generalnego Sił Zbrojnych ZSRR.
Od lipca 1969 do lipca 1972 był szefem Głównego Zarządu Uczelni Wojskowych Ministerstwa Obrony ZSRR, od sierpnia 1972 do stycznia 1987 szefem Głównego Zarządu Kadr Ministerstwa Obrony ZSRR, a od 1982 do stycznia 1987 zastępcą ministra obrony ZSRR ds. kadr, następnie od stycznia 1987 do lutego 1991 wojskowym inspektorem-doradcą Grupy Generalnych Inspektorów ZSRR. Był deputowanym do Rady Najwyższej ZSRR od 9 do 11 kadencji (1974–1989). Był honorowym obywatelem Kaługi (24 sierpnia 1983).
Zginął potrącony przez samochód w Moskwie w lutym 1991. Pochowany na Cmentarzu Nowodziewiczym.

## Awanse
- Generał major (1953)
- Generał porucznik
- Generał pułkownik (1968)
- Generał armii (29 kwietnia 1975)

## Odznaczenia
- Złota Gwiazda (1978)
- Order Lenina (trzykrotnie)
- Order Czerwonego Sztandaru (pięciokrotnie)
- Order Rewolucji Październikowej
- Order Wojny Ojczyźnianej I stopnia
- Order Suworowa III stopnia
- Order Czerwonej Gwiazdy (dwukrotnie)
- Order „Za służbę Ojczyźnie w Siłach Zbrojnych ZSRR” III stopnia
- Medal „Za zasługi bojowe” (1946)
- Medal 100-lecia urodzin Lenina (1970)
- Medal „Za obronę Moskwy” (12 października 1944)
- Medal „Za obronę Stalingradu” (1942)
- Medal „Za zwycięstwo nad Niemcami w Wielkiej Wojnie Ojczyźnianej 1941–1945” (1945)
- Medal Za Zasługi w Ochronie Granic Państwowych ZSRR (1982)
- Krzyż Komandorski Orderu Odrodzenia Polski (Polska Ludowa)
- Krzyż Oficerski Orderu Odrodzenia Polski (Polska Ludowa)

I inne odznaczenia radzieckie i zagraniczne.